# Trichomycterus johnsoni
Trichomycterus johnsoni är en fiskart som först beskrevs av Fowler 1932.  Trichomycterus johnsoni ingår i släktet Trichomycterus och familjen Trichomycteridae. Inga underarter finns listade i Catalogue of Life.